# العلاقات الهندية الإندونيسية
العلاقات الإندونيسية الهندية، هي العلاقات الخارجية بين إندونسيا والهند. إندونسيا والهند بلدان متجاورتان. وتتشارك جزر أندمان ونيكوبار الهندية حدودها البحرية مع إندونسيا على امتداد بحر أندمان.
ترجع العلاقات الثنائية بين البلدين لألفي عام. عام 1950، دعا سوكارنو، أول رئيس لإندونسيا، الشعب الإندونيسي والهندي «لتعضيد العلاقات الودية» القائمة بين البلدين «منذ أكثر من ألف عام» قبل أن «تفرق بينهما» القوى الاستعمارية.
للهند سفارة في جاكرتا ولإندونسيا سفارة في نيودلهي. تعتبر الهند أن إندونسيا عضواً رئيساً في آسيان. وقد اتفق البلدان على تأسس شراكة إستراتيجية. يتمتع البلدان بعلاقات تجارية قوية.
وتعتبر الهند وإندونسيا من بين الديمقراطيات الكبرى في العالم. كلا البلدان عضواً في مجموعة العشرين، والبلدان السبع الناشئة، حركة عدم الانحياز، والأمم المتحدة.
تبعاً لاستطلاع الرأي العالمي الذي عقدته بي بي سي في 2013، فإن 51% من الإندونيسيين ينظرون للتأثير الهندي بإيجابية، بينما 21% يعتبرونه سلبياً.

## التاريخ

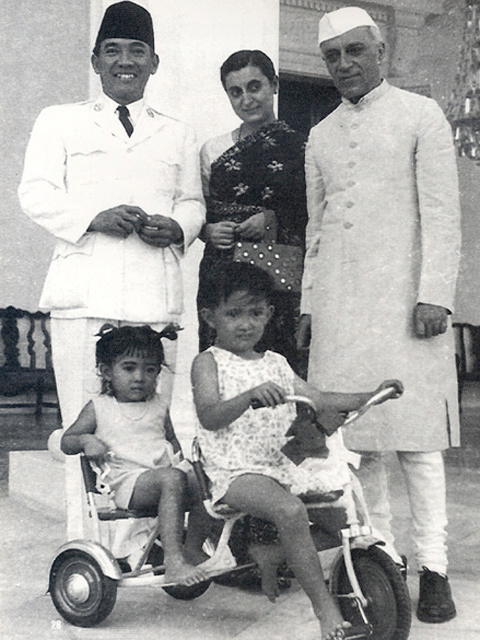
أحمد سوكارنو وجواهر لال نهرو مع أنديرا غاندي، وميجاواتي سوكارنوبوتري.

ترجع العلاقات بين الهند وإندونسيا إلى عصور الرامايانا، وقد وردت إشارات «لياوادڤيپا» (جاوة) في قصيدة الملحمة الهندية المبكرة المعروفة بالرامايانا. سوكريفا، زعيم جيش راما أرسل رجاله إلى ياوادڤيپا، جزيرة جاوة، بحثاً عن سيتا. قام الهنود بزيارة إندونسيا منذ العصور القديمة، وكان للإندونيسيين القدماء (الشعب الأسترونيزي) نشاطاً تجارياً بحرياً في بحار جنوب شرق آسيا والمحيط الهندي. نشر الهنود القدماء الهندونيسية والكثير من الجوانب الثقافية الهندية الأخرى والتي شملت اللغة السنسكريتية والأبجدية البراهمية. [بحاجة لمصدر] تظهر التأثيرات الهندية بشكل أكثر وضوحاً في الأعداد الكبيرة من الكلمات المستعمارة في اللغات الإندونيسية.
اسم إندونسيا مشتق من الكلمة اللاتينية إندوس، والتي تعني «الهند»، واليونانية نـِسوس، وتعني «جزيرة». (بسبب التشابه الثقافي بين البلدين). ويرجع الاسم إلى القرن الثامن عشر، قبل فترة كبيرة من تأسيس إندونسيا المستقلة. في عهد سريڤيجايا، درس الكثير من الإندونيسيين في جامعة نالندا بالهند.

توسع الهندوسية في جنوب شرق آسيا، الرابط القديم بين الهند وإندونسيا.

دخلت إندونسيا حقبتها التاريخية بعد تبني الأبجدية الپالاوية واللغة السنسكريتية من الهند كما ظهر في عدد من النقوش المبكرة التي ترجع إلى عهد أقدم الممالك الإندونيسية مثل اليوپا في كوتاي، التوگو في تاروماناگارا وسجلات كالينگا التاريخية. الممالكالهندية-الهندوسية-البوذية، مثل سريڤيجايا، مدانگ، سوندا وماجاپاهيت كانت الحكومات السائدة في إندونسيا، والتي استمرت من عام 200 200 حتى القرن 16، حيث كانت آخرها قائمة في بالي.
الملاحم الهندية- الرامايانا والمهاربارتا- لعبت دوراً محورياً في الثقافة والتاريخ الإندونيسي، ولا زالت محتفظة بشعبيتها بين الإندونيسيين حتى الآن. مع افتتاح مسارح پرامابانان في جاوة، يؤدي المسلمون الجاويين الرقص الراماياني في الليالي التي يكون القمر فيها بدراً. ومن أهم الأمثلة على التأثير الهندوسي-البوذي العميق في التاريخ الإندونيسي معبدي بوربوردور وپارامبانان من القرن التاسع عشر. حتى بعد دخول الإسلام لإندونيسيا، فإن العلاقة بين البلدين ظلت قوية؛ ولا يرجع هذا فقط لأعداد المسلمين الكبيرة في الهنود. عمارة المغل الهندية الإندونيسية، يمكن تتبع أثرها في مسجد بيت الرحمن الكبير في أتشه والمسجد الكبير في مدان.[بحاجة لمصدر]
لم يكن الإعجاب الثقافي من جانب واحد، حيث ارتبط الهنود بقوة بالثقافة الإندونيسية، وخاصة الثقافة البالينية الهندوسية. أثناء زيارته لجاوة وبالي عام 1927، كان الشاعر الهندي رابندراناث طاغور مفتوناً بشدة بمدينة بالي وقال «أينما ذهبت في الجزيرة، أرى الرب»، وبعد 23 سنة، عام 1950، وصل جواهر لال نهرو بالي بأنها «فجر العالم».
عام 1945-1949، أثناء [[الثورة الوطنية الإندونيسية وتشكيل الجمهورية، كانت الهند ومصر من أوائل البلدان التي دعمت واعترفت بالاستقلال الإندونيسي وعززت العلاقات الدبلوماسية مع جمهورية إندونسيا. بالإضافة إلى ذلك، قبل استقلال إندونسيا، محمد علي جناح- مؤسس پاكستان- الذي كان في ذلك الوقت رئيس رابطة مسلمي عموم الهند، شجع الجنود المسلمين الهنود الذين يخدمون في الجيش الهندي البريطاني على الانضمام للإندونيسيين لمقاومة الاستعمار الهولندي لإندونسيا. نتيجة لذلك، فقد انشق 600 جندي مسلم عن الجيش الهندي البريطاني، واضعين ثروتهم على المحك، وتحالفوا مع الإندونيسيين. بدأت الهند وإندونسيا العلاقات الدبلوماسية رسمياً منذ 3 ديسمبر 1951. عام 1955، كان رئيس الوزراء الهندي جواهر لال نهرو والرئيس الإندونيسي سوكارنو من بين الخمس المؤسسين لحركة عدم الانحياز.
عبر تاريخهما المشترك، كانت العلاقات بين الهند وإندونسيا في مجملها منسجمة وسلمية، باستثناء فترة حرب 1965 مع الهند. في ذلك الوقت، عرضت إندونسيا تزويد پاكستان بالمساعدة العسكرية، و«الاستيلاء على جزر أندمان ونيكوبار» الهندية لتشتيت انتباهها عن جبهة كشمير، وفي النهاية حركت غواصاتها لمساعدة پاكستان. صدرت اتفاقية الحدود البحرية بين البلدين في نيودلهي يوم 14 يناير 1977.
كان الرئيس الإندونيسي سوكارنو أول زعيم يتم استضافته في احتفالات يوم الجمهورية السنوية في الهند عام 1950. عام 2011، استضيف الرئيس سوسيلو بامباڠ يودويونو لحضور نفس الحدث.

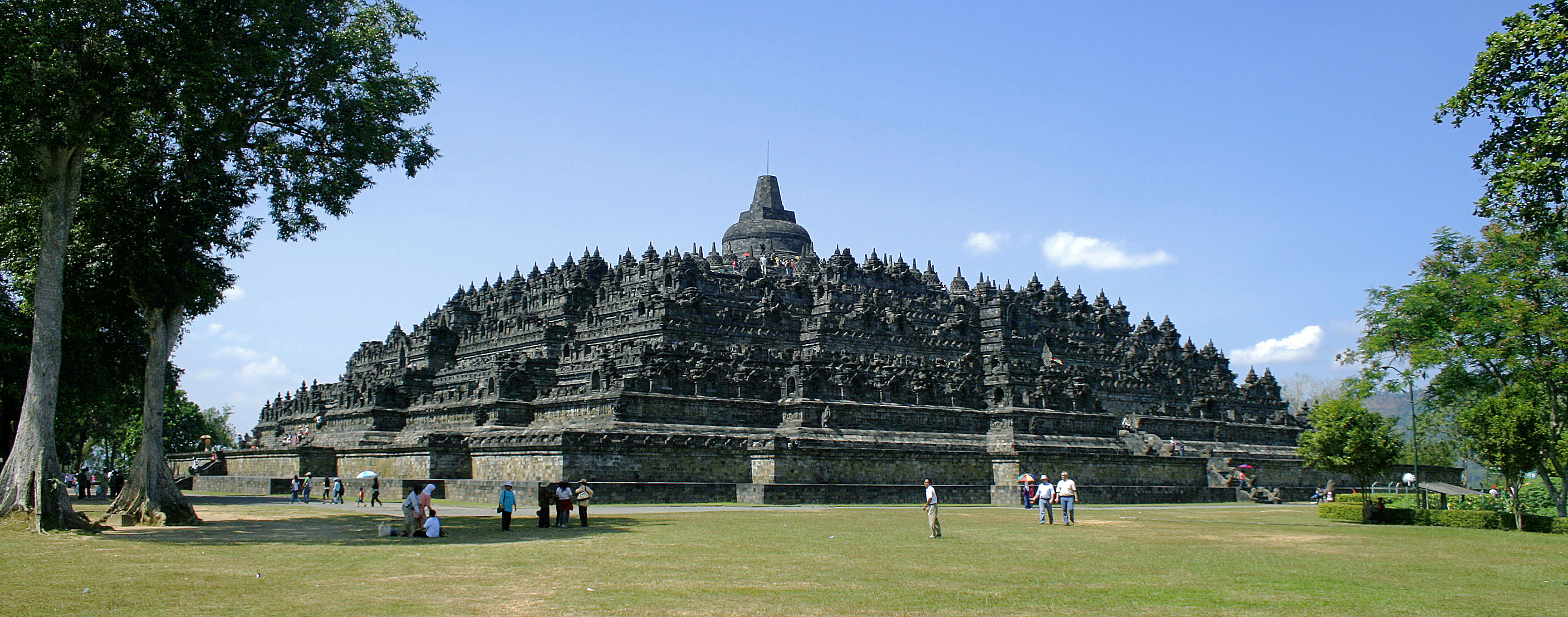
بوروبودور، معبد بوذي بنته أسرة ساليندرا، تصميم المعبد على الطراز المعماري الگوپتي يعكس التأثير الهندي على المنطقة.
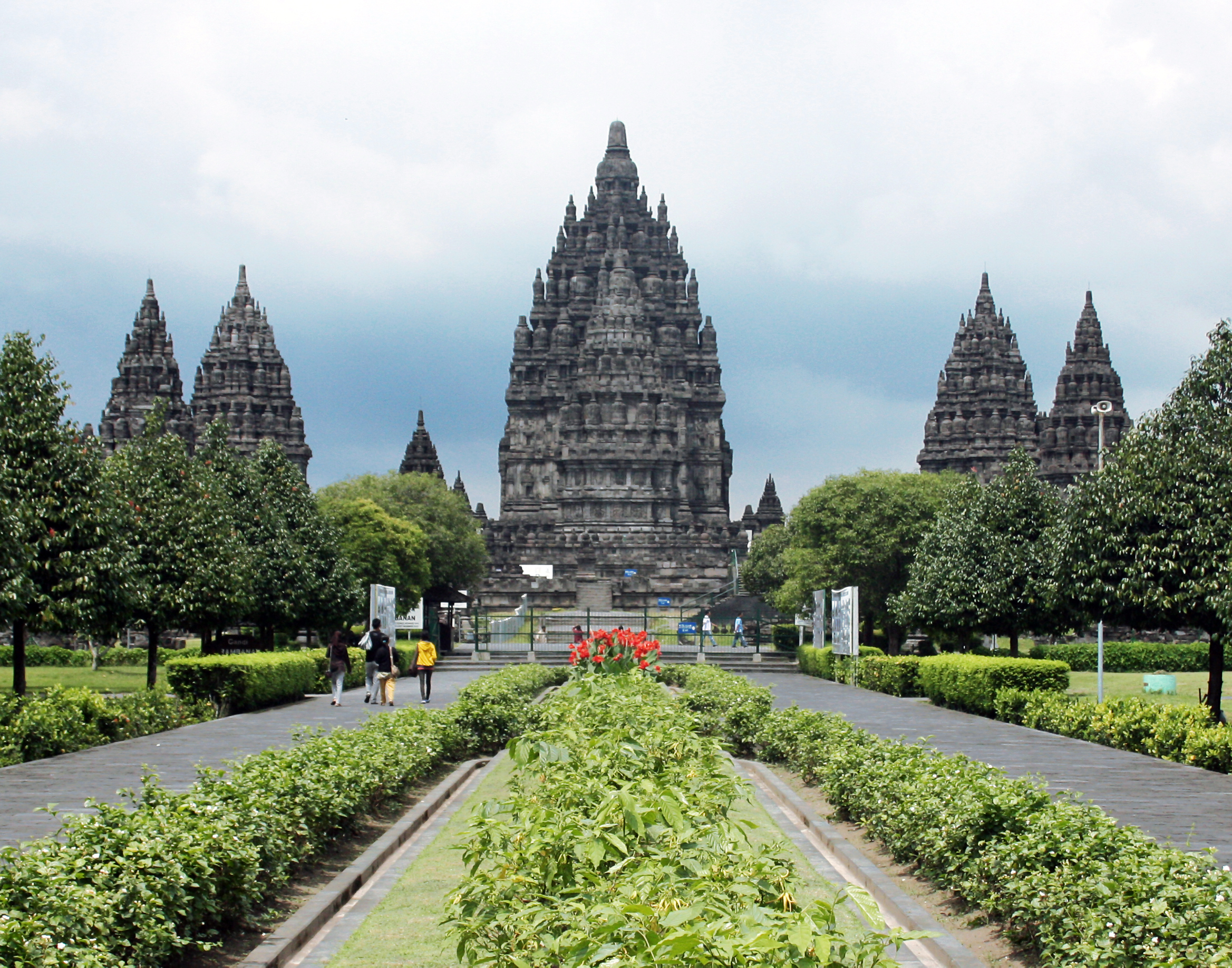
معبد پرامبانان في وسط جاوة، يعكس التأثيرات المعمارية الهندوسية.
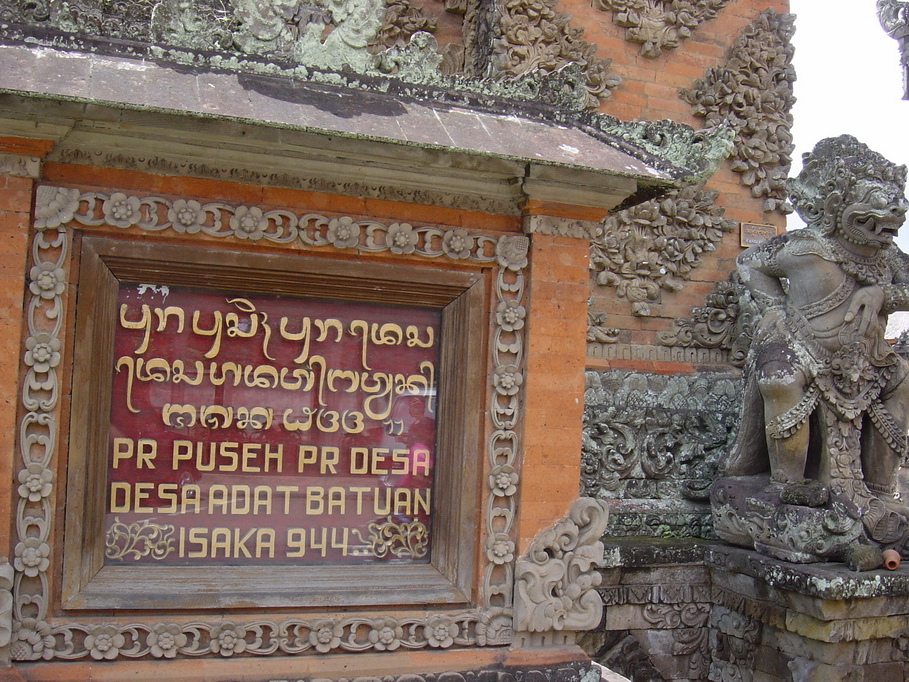
الأبدية البالينزية في معبد هندوسي. أدخل الهنود أول أشكال الكتابة في إندونسيا، والتي تطورت إلى أبجديات الكتابة التي لا تزال مستخدمة في بالي وجاوة.
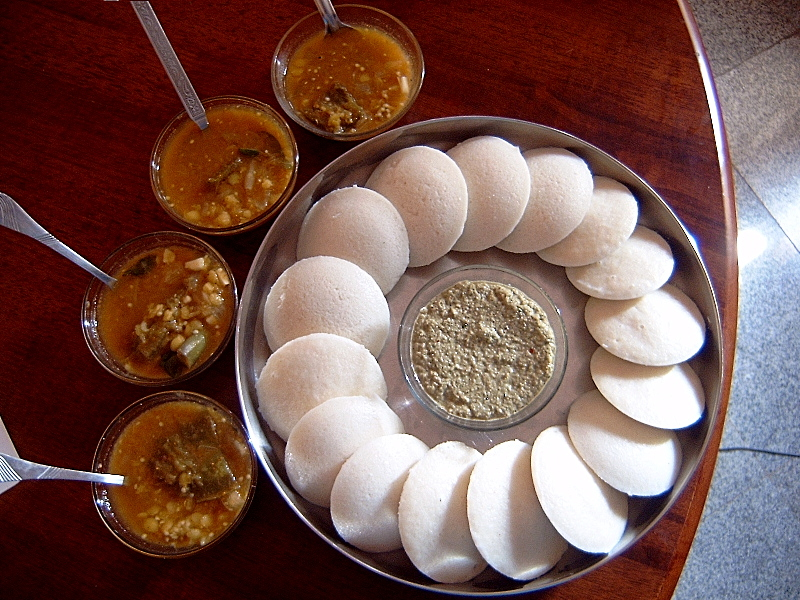
إدلي، كعكة هندية شهية من جنوب الهند. فكرة كعكة إدلي المطهوة على البخار استوردت من إندونسيا.
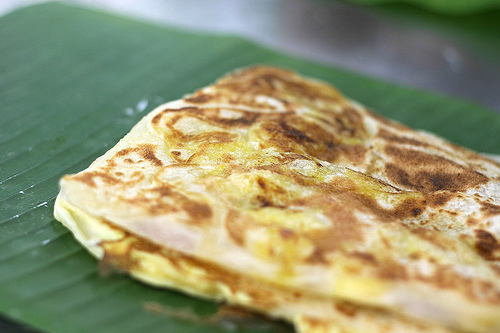
روتي كاناي، خبز هندي مفرود ينتشر في إندونسيا.

## العلاقات العسكرية
في مايو 2018، منحت إندونسيا تسهيلات لغواصات وسفن البحرية الهندية في ميناء سابغ، في إطار الحشد بين أمريكا والصين في المحيطين الهادي والهندي.

## العلاقات الاقتصادية
في 25 يناير 2011، بعد محادثات رئيس الوزراء الهندي مانموهان سنغ وزيارة الرئيس الإندونيسي سوسيلو بامباڠ يودويونو، وقّعت الهند وإندونسيا صفقات تجارية ببلايين الدولارات ووضعت هدفاً طموحاً بمضاعفة حجم التجارة بين البلدين خلال السنوات الخمس التالية.
كما ترتبط الهند بإندونسيا اقتصادياً عن طريق اتفاقية التجارة الحرة مع آسيان، والتي تعتبر إندونسيا عضواً فيها.
يهدف البلدان إلى زيادة التجارة الثنائية إلى 25 بليون بحلول 2015، بإجمالي استثمارات هندية في إندونسيا تصل قيمتها 20 بليون دولار.

## العلاقات الثقافية

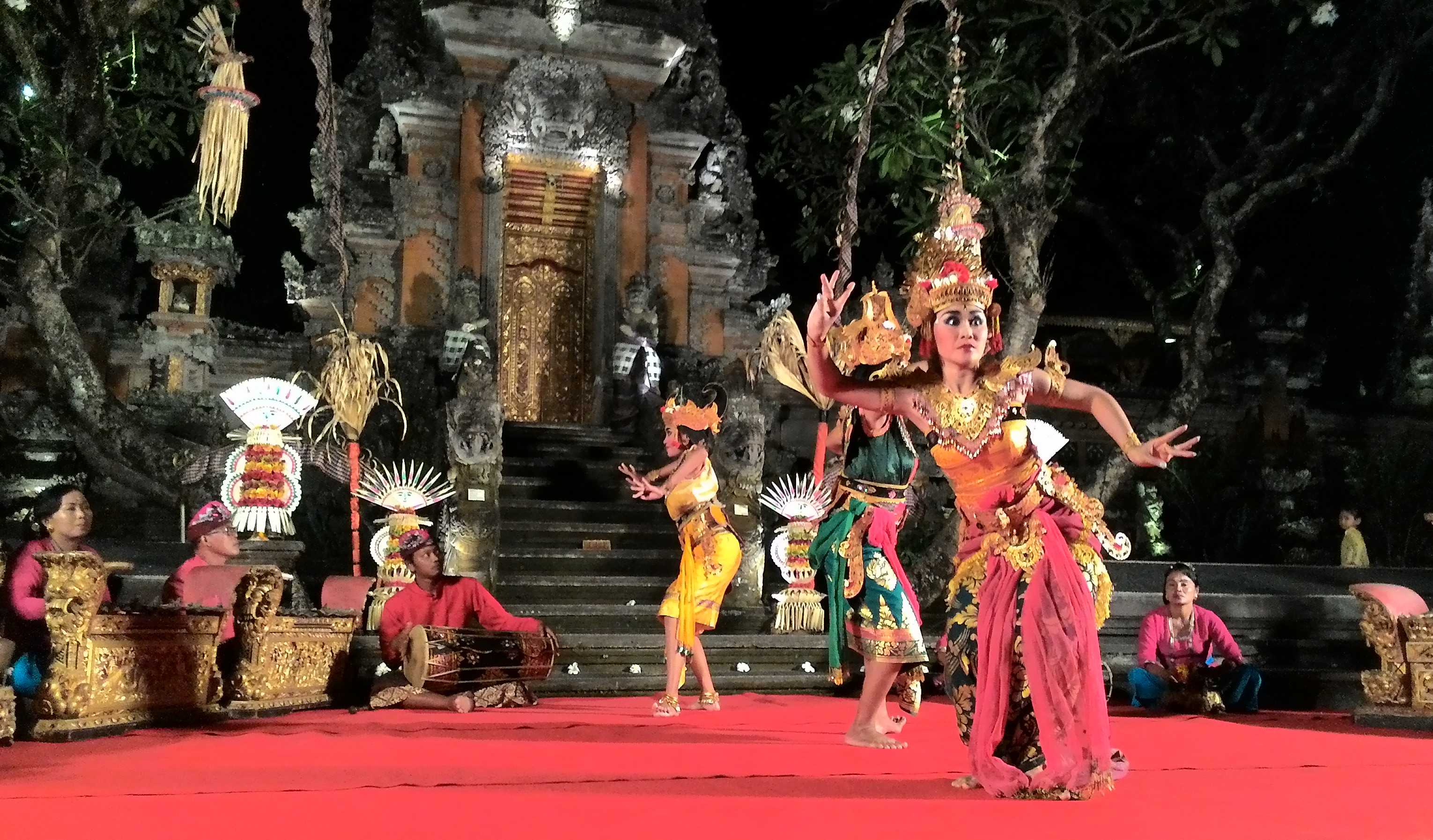
دراما راميانا الراقصة البالينية، عرض في حديقة ساراسڤاتي في أوبود.

تاريخياً، تأثر الأرخبيل الإندونيسي بقوة بالحضارة الدارمية الهندية. على سبيل المثال تعتبر الراميانا موضوعاً رئيسياً في تقاليد الدراما الراقصة الإندونيسية، وخاصة في جاوة وبالي.

## قراءات إضافية
- Hoadley, M. C. (1991). Sanskritic continuity in Southeast Asia: The ṣaḍātatāyī and aṣṭacora in Javanese law. Delhi: Aditya Prakashan.
- Hughes-Freeland, F. (1991). Javanese visual performance and the Indian mystique. Delhi: Aditya Prakashan.
- Lokesh, Chandra, & International Academy of Indian Culture. (2000). Society and culture of Southeast Asia: Continuities and changes. New Delhi: International Academy of Indian Culture and Aditya Prakashan.
- Cœdès، George (1968). Walter F. Vella (المحرر). The Indianized States of Southeast Asia. trans.Susan Brown Cowing. University of Hawaii Press. ISBN:978-0-8248-0368-1.
- R. C. Majumdar, Study of Sanskrit in South-East Asia
- R. C. Majumdar, Champa, Ancient Indian Colonies in the Far East, Vol.I, Lahore, 1927. (ردمك 0-8364-2802-1)
- R. C. Majumdar, Suvarnadvipa, Ancient Indian Colonies in the Far East, Vol.II, Calcutta,
- R. C. Majumdar, Kambuja Desa Or An Ancient Hindu Colony In Cambodia, Madras, 1944
- R. C. Majumdar, Hindu Colonies in the Far East, Calcutta, 1944, (ردمك 99910-0-001-1)
- R. C. Majumdar, India and South-East Asia, I.S.P.Q.S. History and Archaeology Series Vol. 6, 1979, (ردمك 81-7018-046-5).
- R. C. Majumdar, Ancient Indian colonisation in South-East Asia; History of the Hindu Colonization and Hindu Culture in South-East Asia
- Daigorō Chihara (1996). Hindu-Buddhist Architecture in Southeast Asia. BRILL. ISBN:90-04-10512-3. مؤرشف من الأصل في 2020-03-12.
- The journey of the Goddess Durga: India, Java and Bali by Ariati, Ni Wayan Pasek, 2016, (ردمك 9788177421521), Aditya Prakashan, New Delhi